# オラドゥール＝シュル＝グラヌ

オラドゥール＝シュル＝グラヌの地図、右が旧市街、左が新市街

オラドゥール＝シュル＝グラヌ（フランス語: Oradour-sur-Glane）とは、フランス・ヌーヴェル＝アキテーヌ地域圏オート＝ヴィエンヌ県の村である。1944年6月10日、ドイツの占領下であったこの村でナチスの武装親衛隊による大規模な虐殺が行われた。当時村にいた村民のほぼ全員が殺されゴーストタウンと化した。（詳細は後述）
戦後、新しい村は破壊された元の村から離れた所に再建されており、生産品としてAOC認証のバターがあり、子牛、子羊肉、豚肉、ハムなどが生産される。

## 地理
自治体はジャヴェルダ、シュー、ペリアック、ヴェイラック、サン＝ヴィクトゥルニアン、サン＝ブリス＝シュル＝ヴィエンヌと接している。

## 統計

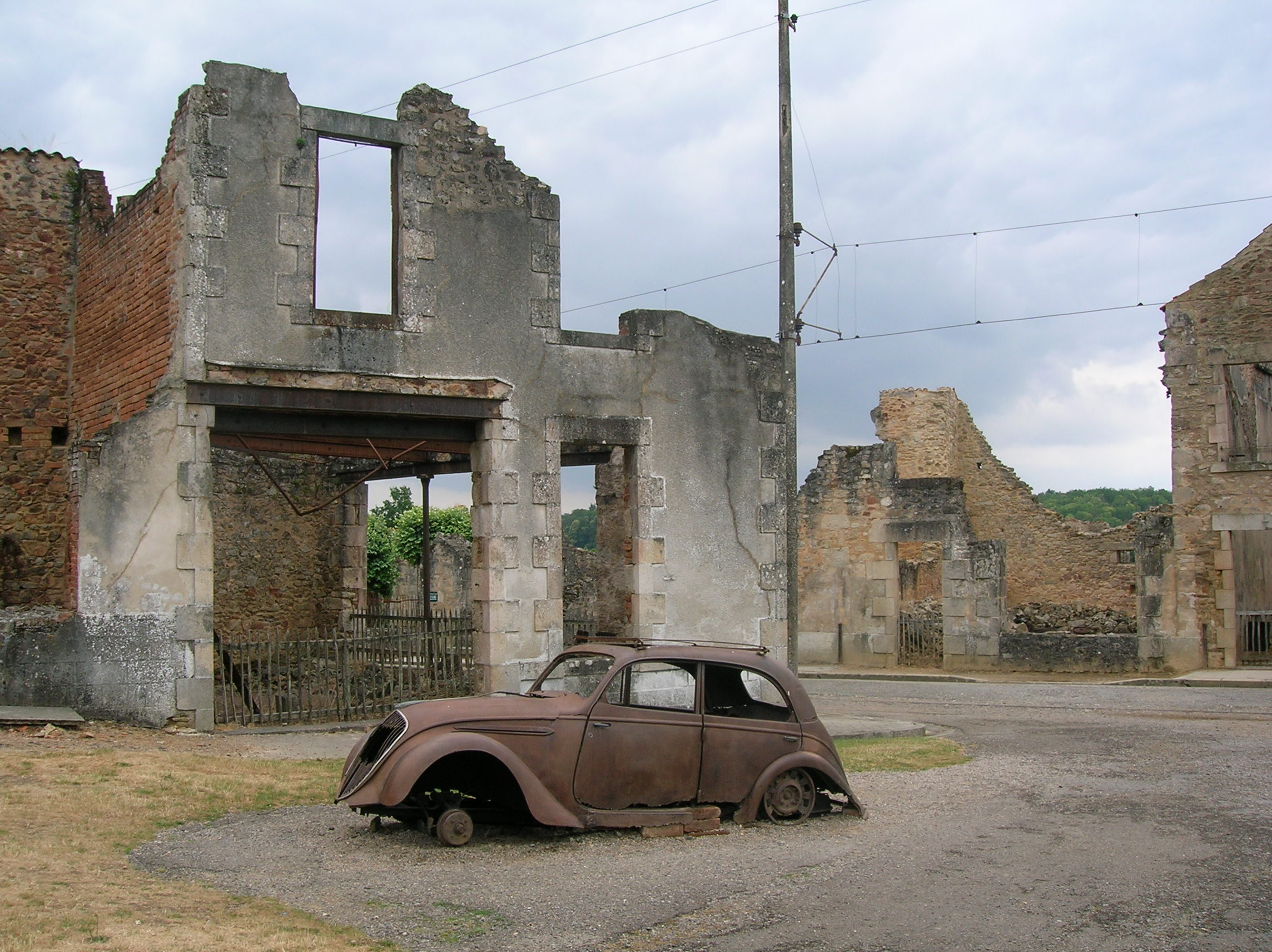

現在、オラドゥールはオート・ヴィエンヌ県のコミューンの一つである。新しい村落は破壊された以前の村とは離れた場所に作られた。
- 標高：227〜312m（平均285m）
- 面積：38.15km2
- 人口：2,222人（2008年）
- 人口密度：53.1人/km2

下のグラフはオラドゥールの人口をグラフで表したもの。

## 虐殺

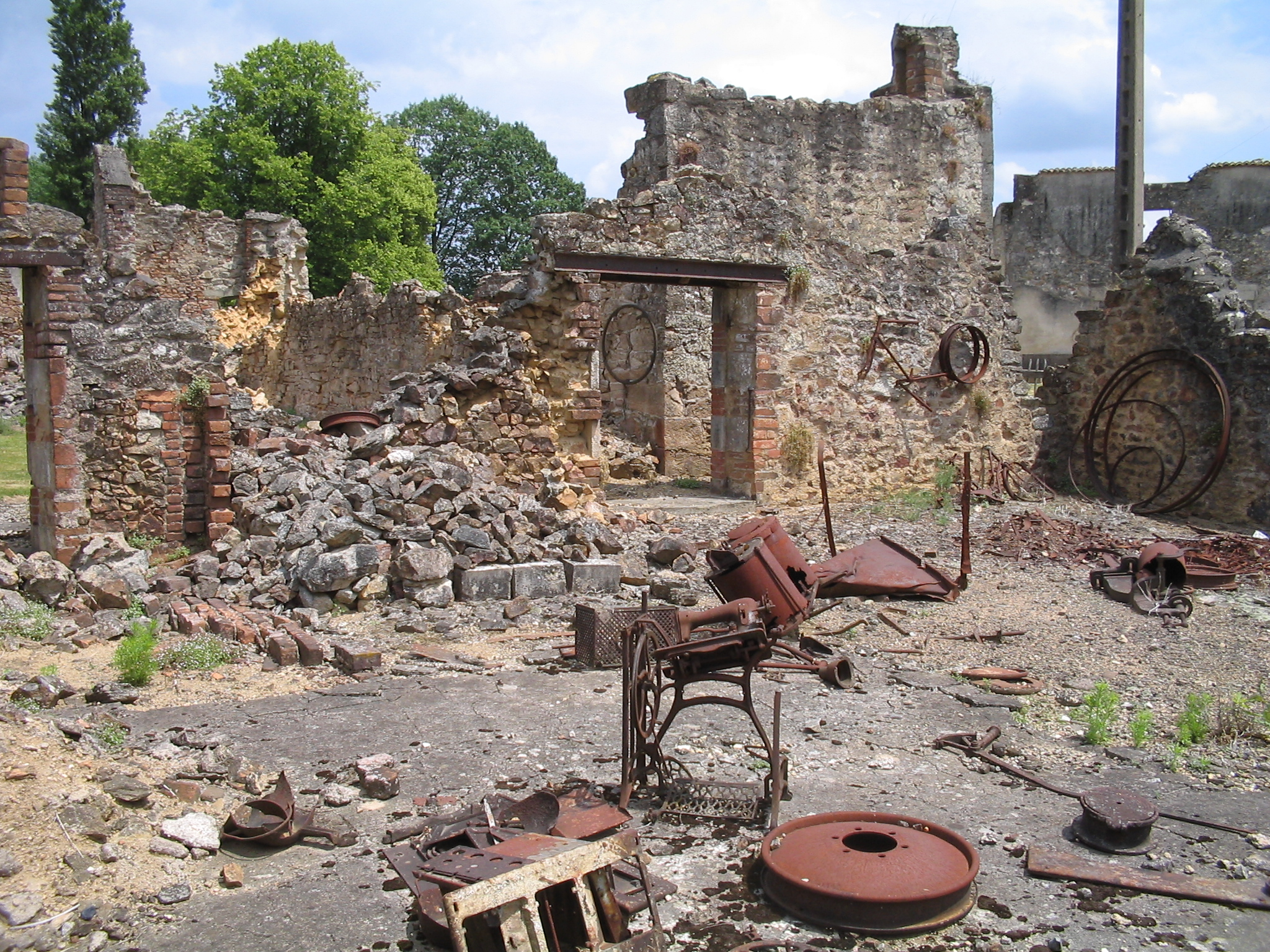
オラドゥール＝シュル＝グラヌ

1944年6月、連合国のノルマンディー上陸作戦の進行につれ現地のフランス・レジスタンスはドイツ軍の作戦を妨害するため、通信攪乱などの各種工作をより積極的に行うようになっていた。参謀本部からの指示を受け、ノルマンディーに向け進軍中であった武装親衛隊の第2SS装甲師団「ダス・ライヒ」は行く先々で彼らによる攻撃と破壊工作に苦しめられていた。
6月10日早朝、とあるフランス人2名より密告を受けた第2SS装甲師団所属の第4SS装甲擲弾兵連隊「デア・フューラー」第1大隊指揮官のSS少佐アドルフ・ディークマンは、同僚のSS少佐オットー・ヴァイディンガーに対し「ドイツ人高級将校1名がオラドゥール村でマキ（註：レジスタンス組織）により捕らえられたようだ」と報告した。そのフランス人はオラドゥールの村民ほぼ全てがマキに関わっており、現在マキの指導者たちがオラドゥールに滞在しているとも述べた。ちょうど同時期、リモージュにいた親衛隊保安部員は現地の内通者からマキの司令部がオラドゥールに存在するとの情報を得た。捕らわれたドイツ人高級将校はSS少佐ヘルムート・ケンプフェとされるが、彼はディークマンとヴァイディンガーの友人であった。ケンプフェの遺体は当初匿名でブルイヨーファに埋葬され、ドイツ戦争墓地維持国民同盟の調査によると、1963年にベルヌイユの軍人墓地に遺骨が改葬された。
同日、ディークマンに率いられた第1大隊はオラドゥールを包囲し、住民に村中心部にある広場に集まるよう命令した。表向きの口実は身分証明書の検査であった。集まってきた住民のうち、女性と子供は教会に連れて行かれた。しばらく経ったのち男性は6つの納屋に分かれて連行されたが、その納屋には既に機関銃が待ちかまえていた。生存者の証言によれば、SSはまず脚を狙って発砲。彼らを逃れられないようにした後、たきつけで体を包み、納屋に火をつけた。生存者はわずかに5名（納屋から男性6名が逃げ出したが、そのうち一人は逃亡後すぐに発見され、射殺された）で、197名が死亡した。

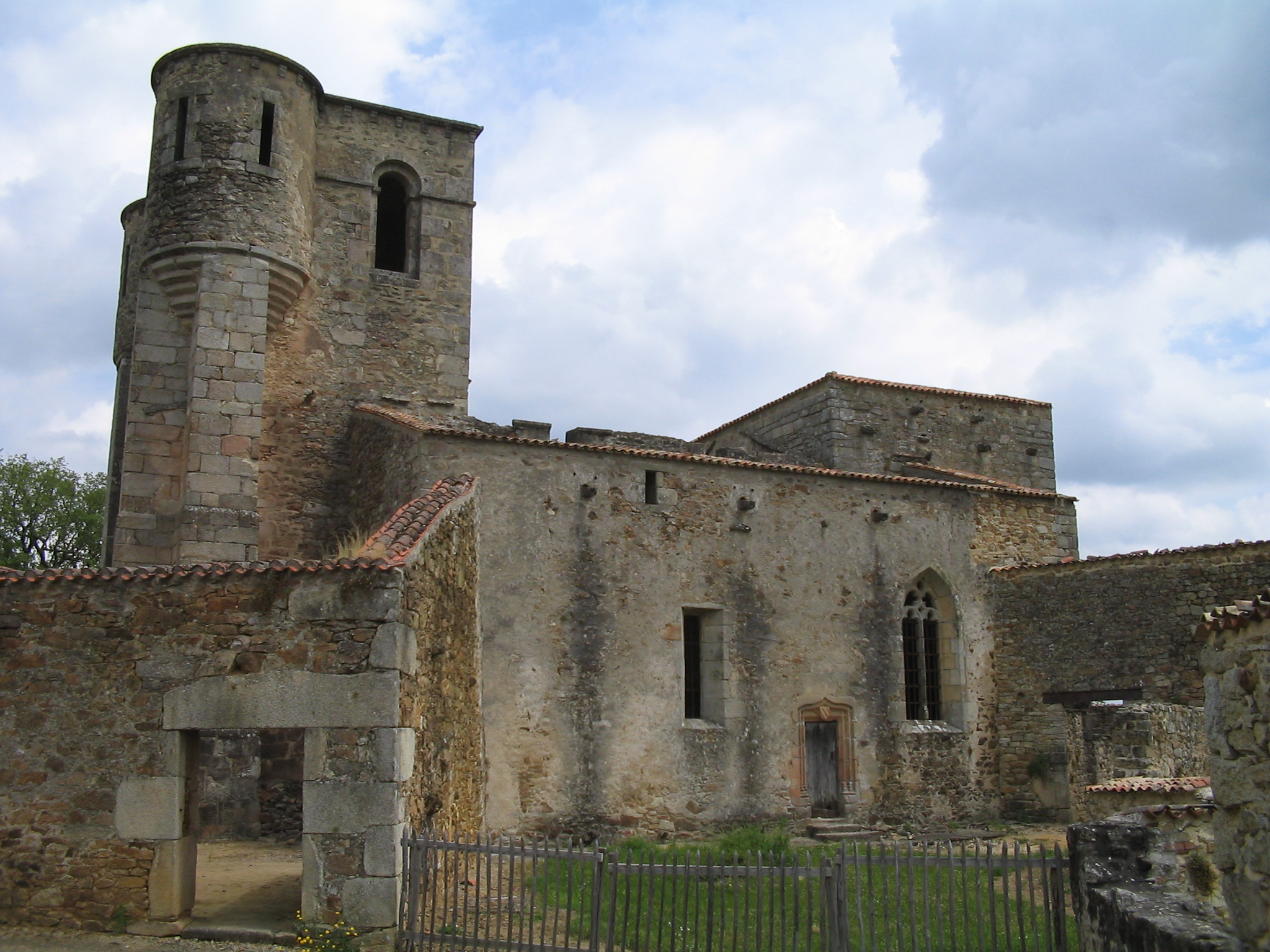
女性と子供が集められた教会

男性達への攻撃を終えると、兵士たちは教会の中に入り放火した。一説によれば、毒ガスも使用されたとされる（ただし武装親衛隊の装備に毒ガスはなく、またヒトラー自身は使用を厳禁している）。中にいた女性と子供はドアや窓から逃げだそうと試みたが、ここでも待ち受けていたのは容赦ない機関銃による銃撃であった。女性240名、子供205名が混乱のなかで命を落とし、奇跡的に女性1名が一命を取り留めた。また、村に兵が現れてすぐに逃げ出した20名ほどの集団も逃げ延びることができた。その夜、村は以前の面影を窺い知ることができないほどに徹底的に破壊された。数日後、生存者たちは犠牲者の埋葬を許された。

### 抑圧

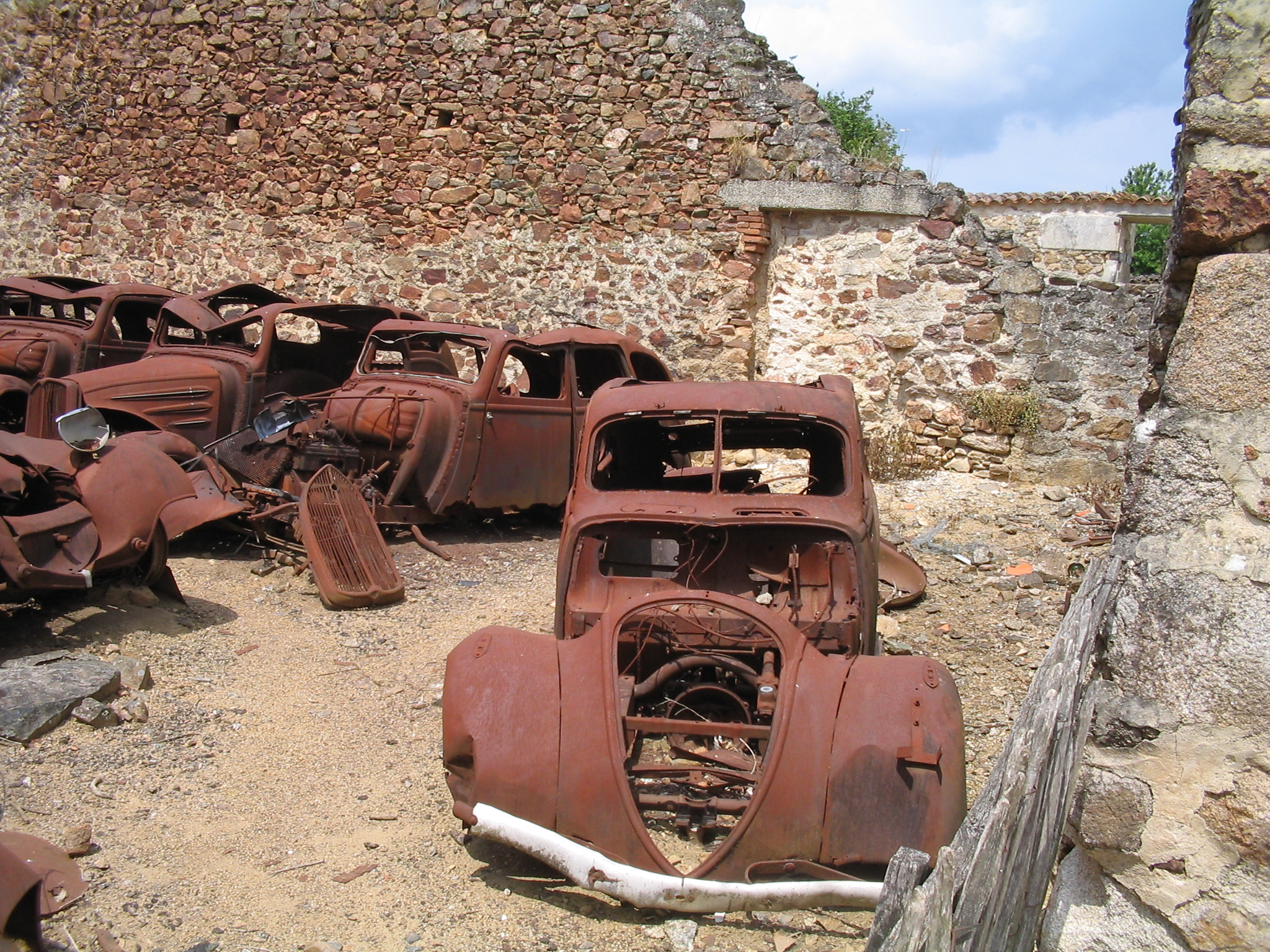
燃やされた乗用車

ドイツはレジスタンス運動のメンバーをテロリストと見なしていた。制服を着るわけでもなく非武装のドイツ占領要員への攻撃をためらわず、一般民衆に紛れて活動する「顔の見えない」彼らを非常に大きな脅威と捉えていた。オラドゥールにおける虐殺は突発的なものではなく、慎重に練られたレジスタンス一掃政策の一部だった。しかしながら、このような虐殺や何千人にもおよぶ一般市民の死にもかかわらずフランスにおけるレジスタンス運動は様々な形態を取りながら終戦まで続けられた。
ドイツによるこのような集団報復が行われたのは、オラドゥールだけではなかった。ソ連（現・ウクライナ）のコーテリシー、チェコのリディツェ村、オランダのプッテン、イタリアのマルツァボットなどでも同様の虐殺が行われている。さらにドイツ兵はフランス各地で無作為またはレジスタンス疑惑のある集団の中から人質をとった。これは、自身に加えて他者の命まで危険にさらすのをためらったレジスタンスが攻撃を控えることを狙ったものであった。

## 戦後

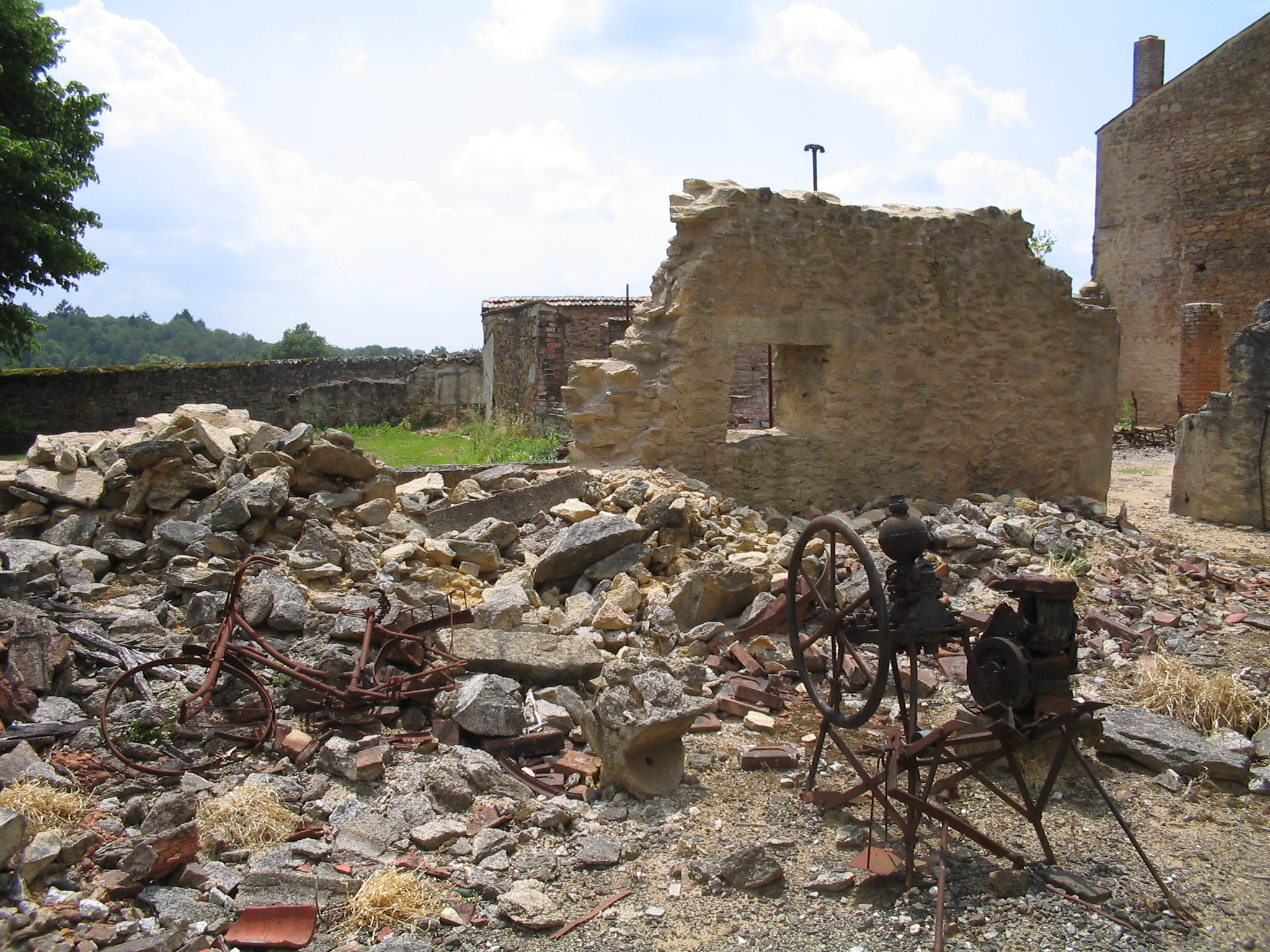
破壊された村

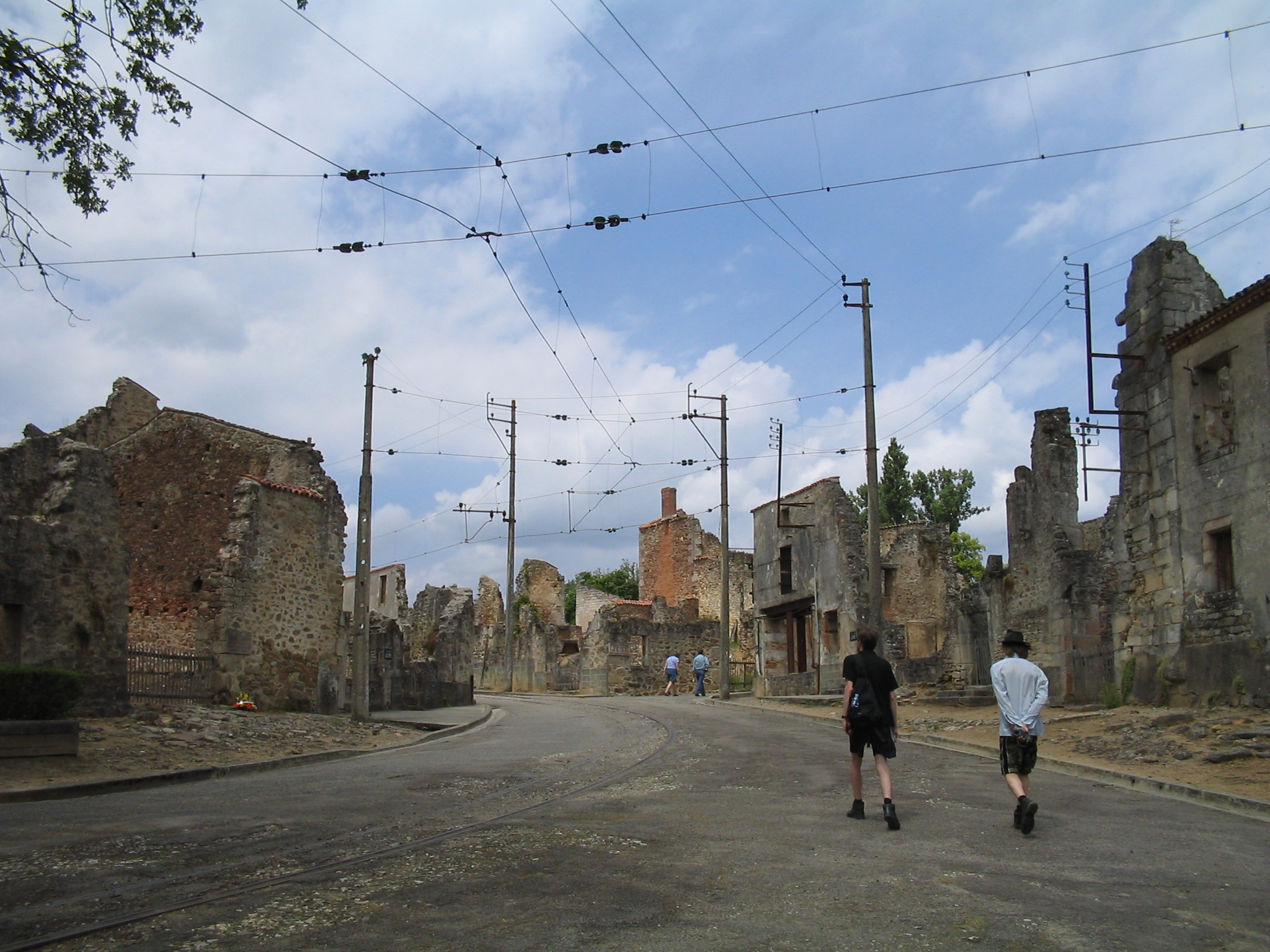
1949年に廃止されたオート＝ヴィエンヌ県鉄道（路面電車）の村内の線路・架線などが保存されている。

フランス南西部の都市・ボルドーでの軍事裁判を前にした1953年7月12日、生存していた兵士約200人のうち65人を対象にした審理が開始された。当時、東ドイツに居住していた者はフランスに引き渡されなかったため出廷したのはわずか21人でその内訳はドイツ人7名、残りの14人はアレマン人（マルグレ＝ヌー）であった。アレマン人たちは1人を除いて、自分たちは意志に反してSSに徴集されたと主張した。だが、SSの記録によればそのような強制徴集の事実はなく、ナチスに対し共感をもっていた彼らが自発的に参加した可能性が高い。フランス当局の見解は2つに割れていたが1954年2月11日、20人の被告に対し有罪が言い渡された。これに対しては大論争が巻き起こったため、2月19日にフランス議会において全てのアレマン人を恩赦とする決定がなされた。その後、時をおかずしてアレマン人は釈放された。
1958年までにドイツ人被告も同様に全員釈放された。レジスタンスに対する攻撃命令を下した「ダス・ライヒ」師団長のハインツ・ラマーディングSS中将は戦後企業家として成功し、一度も起訴されることなく1971年に死去した。ディークマンは1944年に戦死しており、ヴァイディンガーは戦争を生き延びたが証拠不十分で無罪判決を受け、その後は旧武装親衛隊員相互扶助協会に所属して「ダス・ライヒ」についての歴史書を発表、1990年に死去した。
武装親衛隊に対する最後の公判は1983年に行われた。その少し前、SS中尉ハインツ・バールトが東ドイツ（当時）領内で捕らえられた。バールトはオラドゥールでの虐殺に小隊指揮官として参加し、45名の兵を率いていた。彼は男性20名に対する射撃指示をだしたとされ、ベルリンにある裁判所で終身刑を言い渡された。1997年、バールトは統一後のドイツで釈放された。
戦後シャルル・ド・ゴールは、オラドゥールを再建せず遺構として残すことを決めた。ナチス占領の残忍さを後世に伝えるため、当時のまま留めようと決めたのである。1999年には、フランス大統領ジャック・シラクがオラドゥールを訪問する人々に、この村が経験した惨劇を伝えるためのメモリアル・センター（サントル・ド・ラ・メモワール、Centre de la mémoire）を開設した。
2013年9月4日、ドイツのヨアヒム・ガウク大統領は村の記念碑を訪れた。フランソワ・オランド大統領と手を携え、両大統領は武装親衛隊による残虐行為の犠牲者を追悼した。村の遺族はそれまで何十年にもわたりドイツとの公式な接触を拒否していた。
2014年1月8日、虐殺に関与した当時19歳の親衛隊員が、ケルンで起訴された。